# 李开复
李開復（1961年12月3日—），是出身台灣臺北縣的資訊科技及計算機科學研究者、企業家及作家等。他現任創新工場董事长及執行長職務。他曾於蘋果公司、硅谷图形公司、微軟及Google等企業擔當重要職位。
2005年，他成為Google與其前僱主微軟之間法律糾紛中，最受關注的人物之一。

## 生平

### 早年
李開復的父親是台灣第一屆立法委員李天民，四川人，曾任教於黃埔軍校成都分校以及國立政治大學歷史系，李開復的母親王雅清為遼北人。中學時移民美國，獲得美國國籍。曾任職微軟公司、谷歌公司，1998年移居中国大陸北京市。2011年，放棄美國國籍，只保留中華民國國籍。
1972年跟隨著哥哥至美國田納西州橡树岭就讀中學，1983年从哥伦比亚大学電腦科學系毕业，1988年获得卡内基梅隆大学计算机系博士，當年被《商业周刊》授予“最重要科学创新奖”。
1990年代曾在苹果公司交互式多媒体部门工作，任副总裁，曾负责Apple Pippin项目。后来转投硅谷图形公司（SGI）公司工作，担任互联网部门副总裁兼总经理、Cosmo软件公司总裁，主要负责多平台、互联网三维图形和多媒体软件的研发工作。

### 加入微軟
1998年7月，李开复加入微软并在中国建立并领导微软中国研究院（现为微软亚洲研究院）。任微软公司自然交互式软件及服务部门副总裁，负责研发各种先进的技术和服务使得人机界面更加简便和自然。该部门负责开发的技术和产品包括语音、自然语言、全新的搜索和在线服务等技术。自然交互式软件及服务部门的使命就是要让所有这些技术能够更好地服务于微软的客户。在他的带领下，微软中国研究院以新一代多媒体、新一代用户界面和新一代信息处理技术为主要方向开展基础研究。后来被微软调回美国，於2000年担任微软自然交互式软件及服务部门副总裁。2002年獲選為電機電子工程師學會會士。

### 轉戰Google與被微軟控告

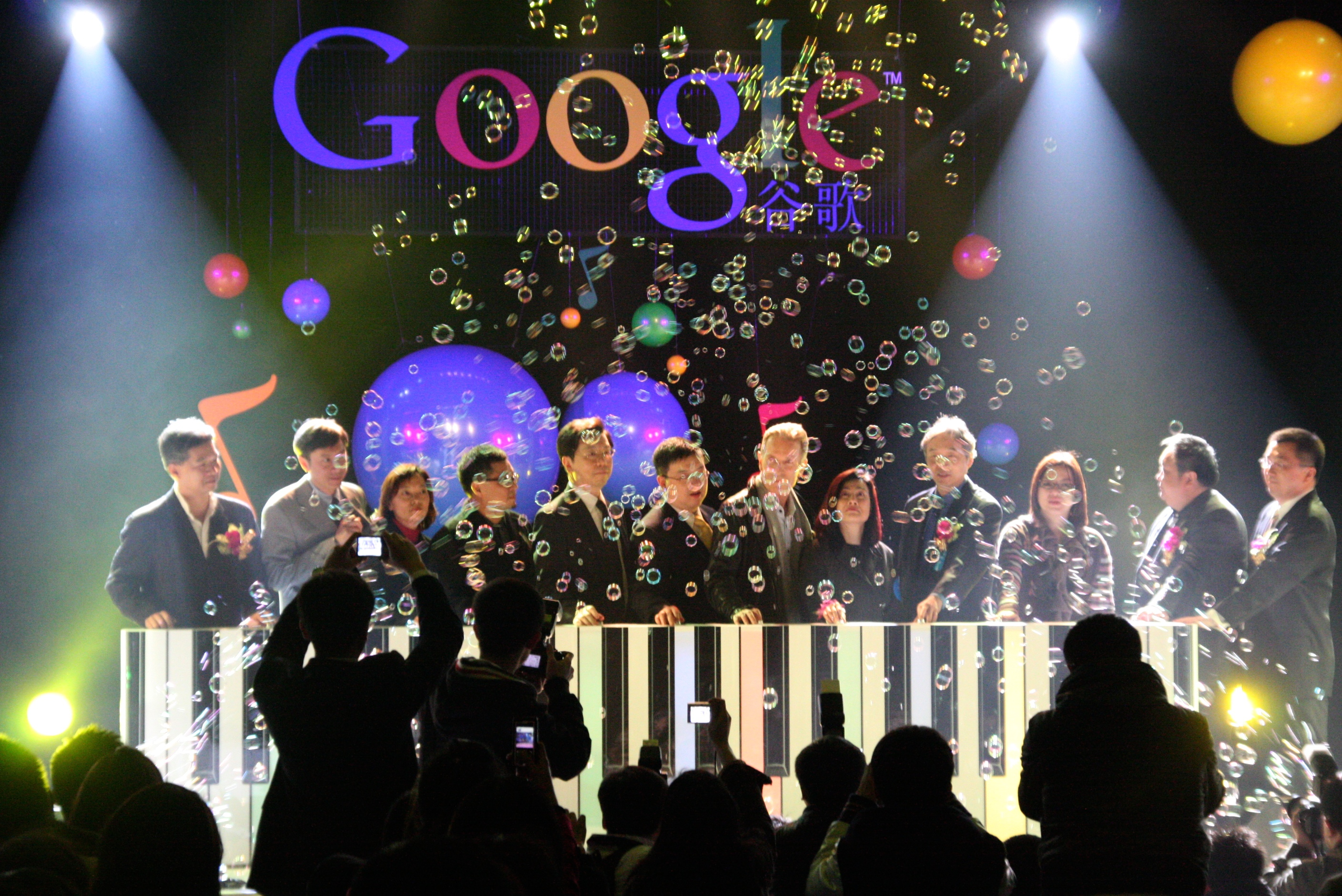
李開復（左起五）在Google音樂產品發布會上

2005年7月19日，谷歌宣布将在中国设立产品研发中心，李开复将负责其中国研发中心的运营，并担任谷歌全球副总裁和大中华区总裁。当天微软向美国华盛顿州地方法院提起诉讼，指控谷歌和前微软全球副总裁李开复违反了竞业禁止协议。9月13日美国金县高等法院就李开复违反竞业禁止协议案做出裁决：李开复可以立即为谷歌工作，但工作范围将受到限制。这一限制在2006年1月的庭审之前一直有效。12月22日，微软公司终止了对谷歌以及李开复的诉讼。微软公司、李开复以及谷歌公司就他们之间的诉讼，已经达成非公开协议来解决各项问题，各方对此协议都表示满意。

### 创立「创新工场」
从2000年起，李开复陆续发表了七封《给中国学生的信》，其中分别谈到了做人要有诚信、如何从优秀到卓越、选择的智慧、新世纪的人才观等等。
创新工场由李开复创办于2009年9月7日，是一所旨在帮助年轻人创业的天使投资公司。2012年开始投资中國早期的知乎言論平台和美图軟件，2023年後減持知乎、美图套现1.5亿人民幣。参考招股书披露的早期投资人每股成本，李开复在美图、知乎上均获得5倍以上收益。

### 患病
2013年9月5日22时17分，李开复在其新浪微博上发出一条微博：“世事无常，生命有限。原来，在癌症面前，人人平等。” 随后，其认证资料为“创新工场联合创始人、新闻发言人”的同事王肇辉确认李开复被查出患有癌症，正在接受医生治疗。而在9月6日清晨8时6分，李开復本人更新微博：“看到评论里这么多网友的问候和关心，真的很感动！我一直相信：每个人在病痛面前的姿态和选择决定了其未来精神世界的质量。虽然淋巴癌听起来并不乐观，也让家人和朋友们很担心。但生活就是这样：往往来得意外，但既然遭遇就应坦然面对。病痛也是生活的一部分，我会选择更加积极的心态来面对生活起伏”。证实自己所患为淋巴癌，醫生稱其患病的原因是“承受压力太大”和“作息时间不规律”。李开复患淋巴癌的事情在微博上引起广泛关注。9月9日晚，李开复前往台灣治療。

### 复出
2015年3月7日，李开复在经过17个月的治疗后，正式复出回到创新工场的团队和工作中2022年後表示專職研究人工智能，成立大型语言模型公司「零一万物」。
2023年03月17日李开复等34人獲委任为香港特首顧問團成员，同年5月新華社的一篇專題報導《未來已來，多國專家談人工智能與人類勞動》中有摘錄李开复訪問片段，同時招股書顯示阿里巴巴旗下阿里云大舉投資零一万物，台灣不少分析家認為這被視為李开复在2010年代的諸多爭議後重新回到中方建制派的視野中，也象徵其意識形態多年來可能有轉變。

## 爭議事件與各方評價
- 林妙可事件中李开复暗语林妙可太“独裁”，引起中國大陸輿論爭議，表示“吃林妙可下面”等等汙言謾罵其實属言论自由要「包容有害评论」，[21]並表示“愤怒的人越堵越愤怒；堵的人，越堵越霸道独裁。”最后李开复感叹：“言论自由是人类不可剥夺的权利。”微博支持林的人較多但也有支持李开复自由至上言論者。
- 2013年捲入秦火火事件，由於李开复時常轉發秦火火文章並被央視新聞畫面影射，之後不久李开复微博被禁言一段時間，秦火火被抓捕後連串事件引起輿論關注並被微博不少網民謾罵其為台灣特工、前來做思想工作、連夜猛刪文等。李開復特上《南方人物周刊》一篇文字專訪辯駁，其表示自己有沒有轉發的秦火火言論是一個可實證研究的電腦議題，有信心「沒轉發謠言部分」同時自己也有受害成分，「伤害了铁道部不好，伤害了红十字会不好，但伤害李开复的也请处理一下，好吗？我觉得应该对等。我非常支持反谣言，但是希望能够更客观。」之後話鋒一轉表示願意貢獻投資人工智能技術為中國政府抓謠言，[22]之後表示請了两家数据公司对自己的微博进行数据挖掘和分析，李开复說報告顯示應該是99.9%没有转發过秦火火的文，但其未公布是哪兩家公司以及相關報告。
- 李开复不少爭議事件後中方著名愛國博主胡锡进的微博隱射「提醒热衷政治对抗的人自己要干净」其未指明是誰，也有人認為是薛蛮子、秦火火等人並未包含李开复，也有人認為包含。李開復則簡短回應「我对他(胡锡进)發表提醒的内容和语气比较惊讶。」[23]
- 2021年的台湾菜事件，李曾在演讲中表示「台湾有人情味，所以我们台湾做的北京菜比北京好吃，闽南菜比福建好吃」观察者网全職編輯董佳寧在全網直播節目中以點名批判表示李开复何許人大家皆知，他早年在微博發表「極其噁心下作」的政治言論而出名，吸引一群人從而呼風喚雨。對於被點名批判李开复未作回應。[24][25]

## 人工智能論
李開復認為人工智慧註定顛覆世界，帶來前所未有的經濟失衡，甚至改變全球權力格局，且不可避免的會對就業造成衝擊，超乎想像的職缺都可能被AI取代，改變世界經濟政治。而人工智慧是「強者更強」的產業，最終只有中美兩國有足夠人才和資金作對決。大部分人工智慧所創造的財富，會流入美國和中國。
而AI極可能造成大規模失業的解決方案，是社會創造出更多與「關愛服務」相關的工作，例如，陪伴老人就醫的志工、孤兒院教導員、戒酒互助社的義工，他認為這是唯一解藥。而經費來自政府靠AI獲得高額利潤公司，課更多稅。預判未來15年內AI將取代50%的工作，無論白領、藍領都受衝擊；AI襲捲全球將引發失業潮，並使貧富差距更擴大。教育體制也必須以創意培養為主，不能侷限在死背記憶的老路，在記憶方面沒人比得過AI。
人工智慧目前的發展路線是需要巨量的訊息樣本讓機器自我學習演化，中國又有比美國大的多的人口和政府能任意取樣個人資料，因此中國獲取超大數據並加以分析的能力超過美國，李開復表示「如果大數據是新石油，中國就是沙烏地阿拉伯」。

## 家庭
- 父亲李天民（1909年10月14日-1993年6月24日）：生於四川；畢業於武漢中央軍事政治學校；大学本科畢業於日本早稻田大学經濟學專業；中华民国第一届立法委员李天民，曾任教于黄埔军校成都分校以及国立政治大学历史系；著有5本中國領導人傳記：周恩來、劉少奇、鄧小平、林彪及華國鋒。[29]
- 母亲王雅清（1918年9月6日-）：生于一个务农的家庭；为躲避日军侵略，12岁就从东北离家，随东北人成立的流亡中学漂泊异乡。在南国开始了自己的求学之路，并最终以优异的成绩毕业于上海体专。育有7个儿女（2儿5女）；长子出生于1935年，幼子李开复排行最小。
- 姐姐李开敏：台大社会工作系及通识教育中心讲师，諮商心理师，社工师。
- 妻子谢先玲（？年4月9日-）：双方父母是世家；李开复父亲李天民和谢先玲父亲谢星曲是同事，谢星曲也是台湾的立法委员之一，两个爸爸在工作方面很熟络。1982年6月在美國讀大三的李開復回台灣度暑假期間，谢先玲和李开复的父亲共同的朋友冯伯伯介绍双方认识。1983年8月6日年仅21岁的李开复与谢先玲结婚，婚后谢先玲为全职家庭主妇。夫妇育有二女：李德宁與李德亭。
- 长女李德宁Jennifer Dening Lee（1991年12月16日-）：大学本科毕业于美国哥伦比亚大学心理学专业、帕森设计学院服装设计专业；現职服装设计师。
- 小女李德亭：愛好攝影，希望成為攝影師。[30]

## 會员
- 電機電子工程師學會的會士（2002年獲選）
- 百人会會员
- 时代百大人物，2013年[31]

## 著作

### 專業著作
- . Springer. 1989. ISBN 9780898382969.
- . Speech communication. 1988.
- . Artificial Intelligence. 1990: Volume 43, Issue 1, Pages 21–36.

### 其他著作
- . 人民出版社. 2005. ISBN 9787010051246.

（. 聯經出版公司. 2006-04-12. ISBN 9570829834.）
- . 人民出版社. 2006. ISBN 7010058679.
- . 聯經出版公司. 2006-12-20. ISBN 9570830921.
- . 人民出版社. 2007. ISBN 9787010065632.

（. 聯經出版公司. 2007-12-20. ISBN 9789570832174.）
- . 中信出版社. 2009年9月. ISBN 9787508616780.

（. 圓神出版. 2009-10-29. ISBN 9789861333045.）
- . 上海财经大学出版社. 2010年2月. ISBN 9787564205027.

（. 天下文化. 2011-03-21. ISBN 9789862167137.）
- . 中信出版社. 2015. ISBN 9787508652849.

（. 天下文化. 2015-06-25. ISBN 9789863207603.）
- . 文化发展出版社. 2017. ISBN 9787514217155.

（. 天下文化. 2017. ISBN 9864792067.）
- . Houghton Mifflin Harcourt. 2018. ISBN 9781328546395.

（. 天下文化. 2018. ISBN 9789864795246.）
- . 天下文化. 2021. ISBN 9789865251918.

（. 天下文化. 2021. ISBN 9789865251918.）